# 小行星24139
小行星24139（24139 Brianmcarthy）是一颗绕太阳运转的小行星，为主小行星带小行星。该小行星于1999年11月19日发现。

## 轨道参数
小行星24139的轨道半长轴为339 177 728 km，2.2672308 UA，离心率为0.137。